# Гелиамфора поникающая
Гелиамфора поникающая (лат. Heliamphora nutans) — насекомоядное растение. Встречается на горе Рорайма и нескольких других тепуи в Южной Америке. Является первым открытым и наиболее изученным видом из рода Гелиамфора.
Этот вид использует в своей ловушке своеобразное «аквапланирование» подобно многим хищным растениям тропиков из рода Nepenthes.

## История открытия и изучения
Гелиамфора поникающая была первоначально открыта на горе Рорайма в 1839 году братьями Робертом и Ричардом Шомбургками, однако они не собрали образцов растений и не привезли их в Европу.
Растение было формально описано Джорджем Бентамом в 1840 и стало типовым видом для своего рода. В 1881 ботаник и охотник за растениями Дэвид Бёрк собирал растения в Британской Гвиане и привёз оттуда гелиамфору поникающую в Англию.

## Галерея

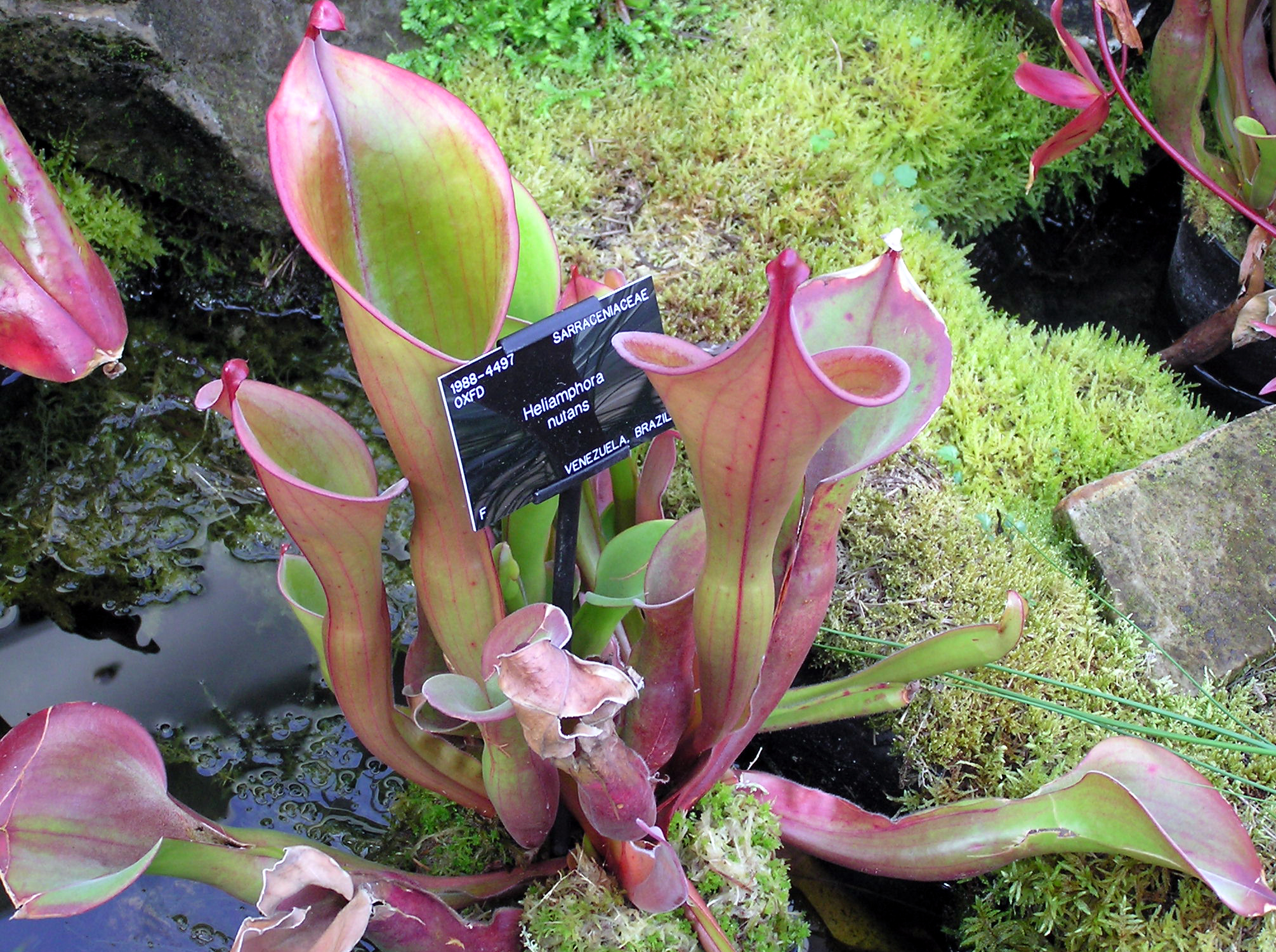
Heliamphora nutans в Kew Gardens, Лондон
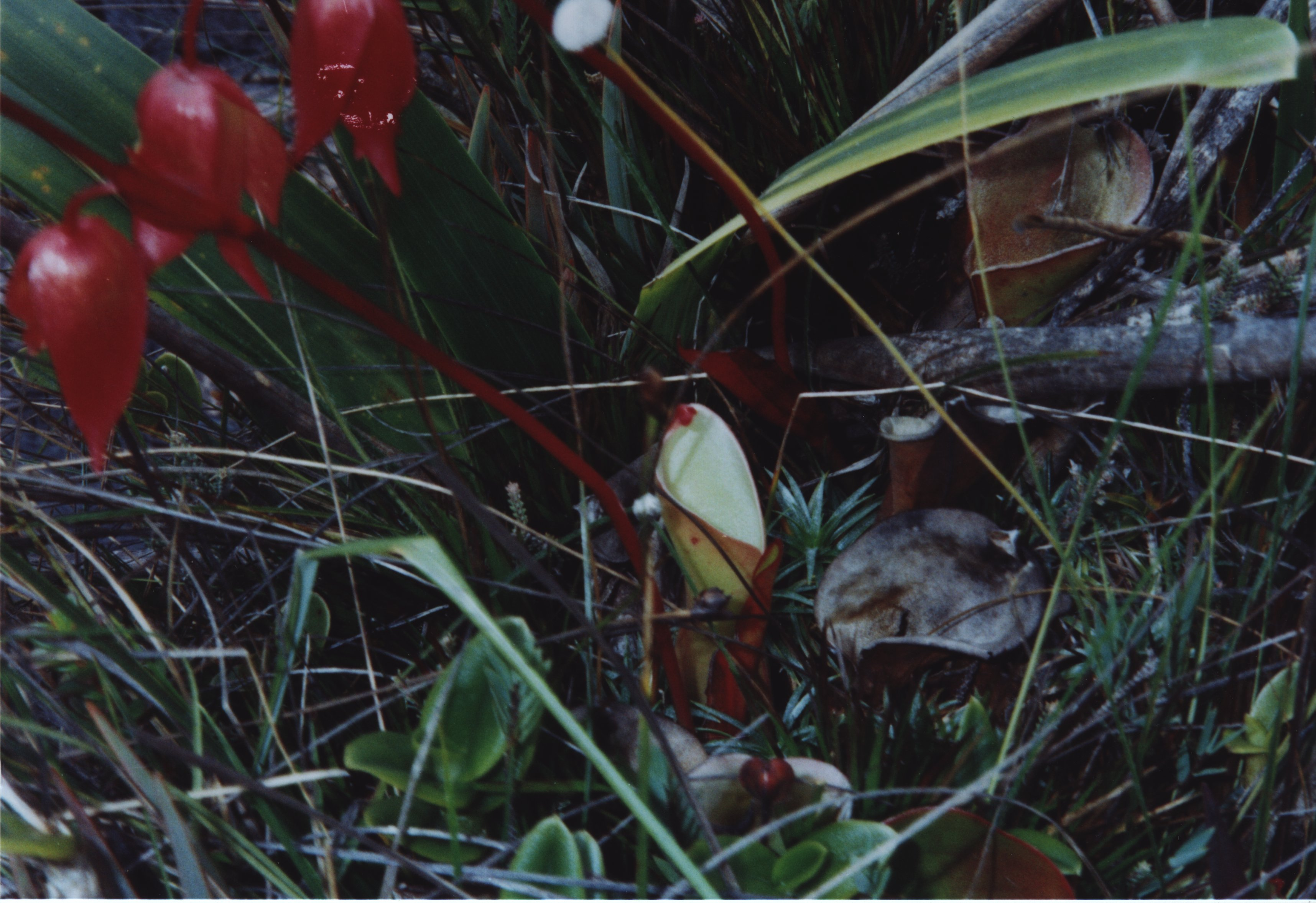
Heliamphora nutans растущая на горе Рорайма в Венесуэле
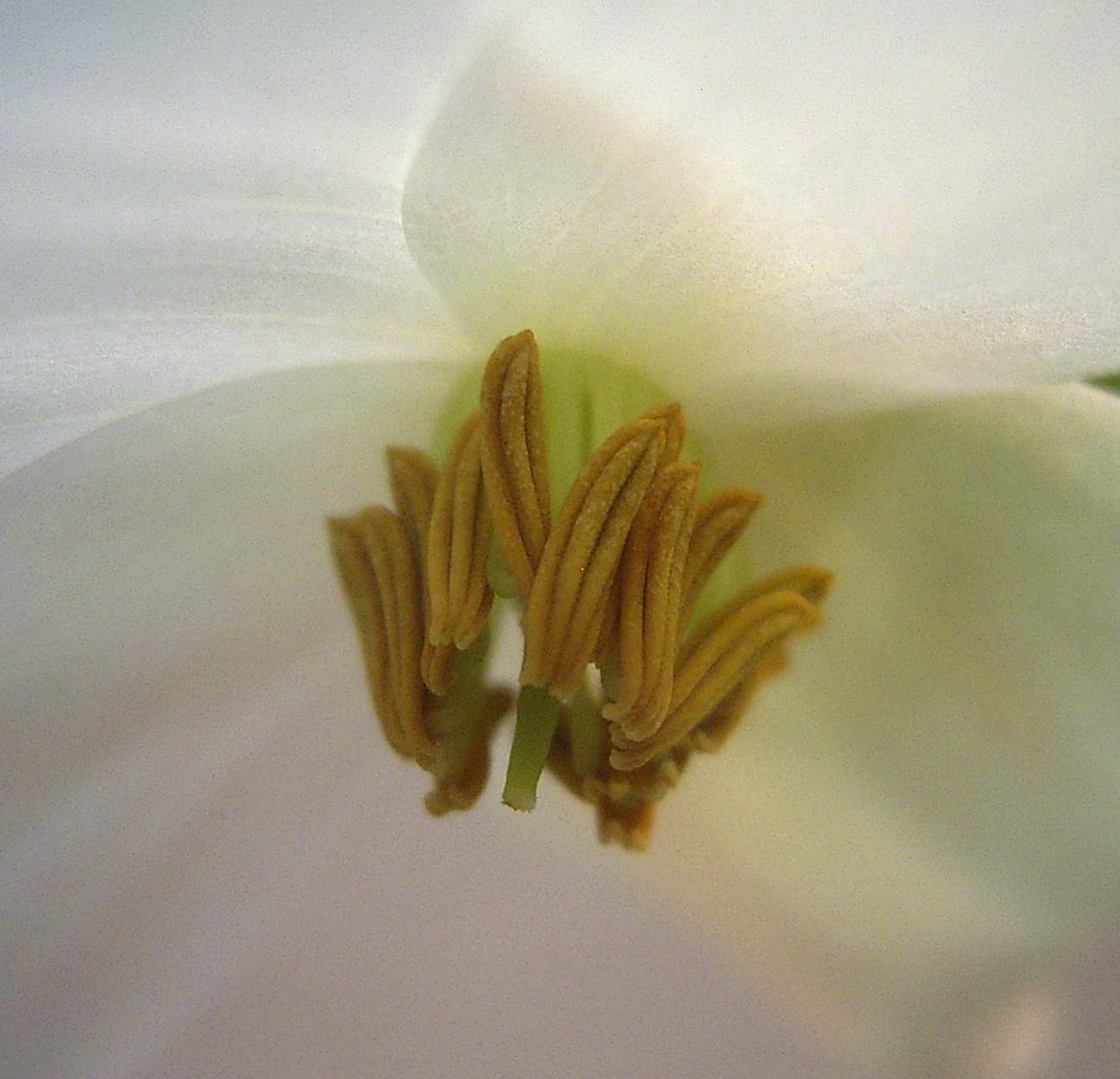
Цветок H. nutans
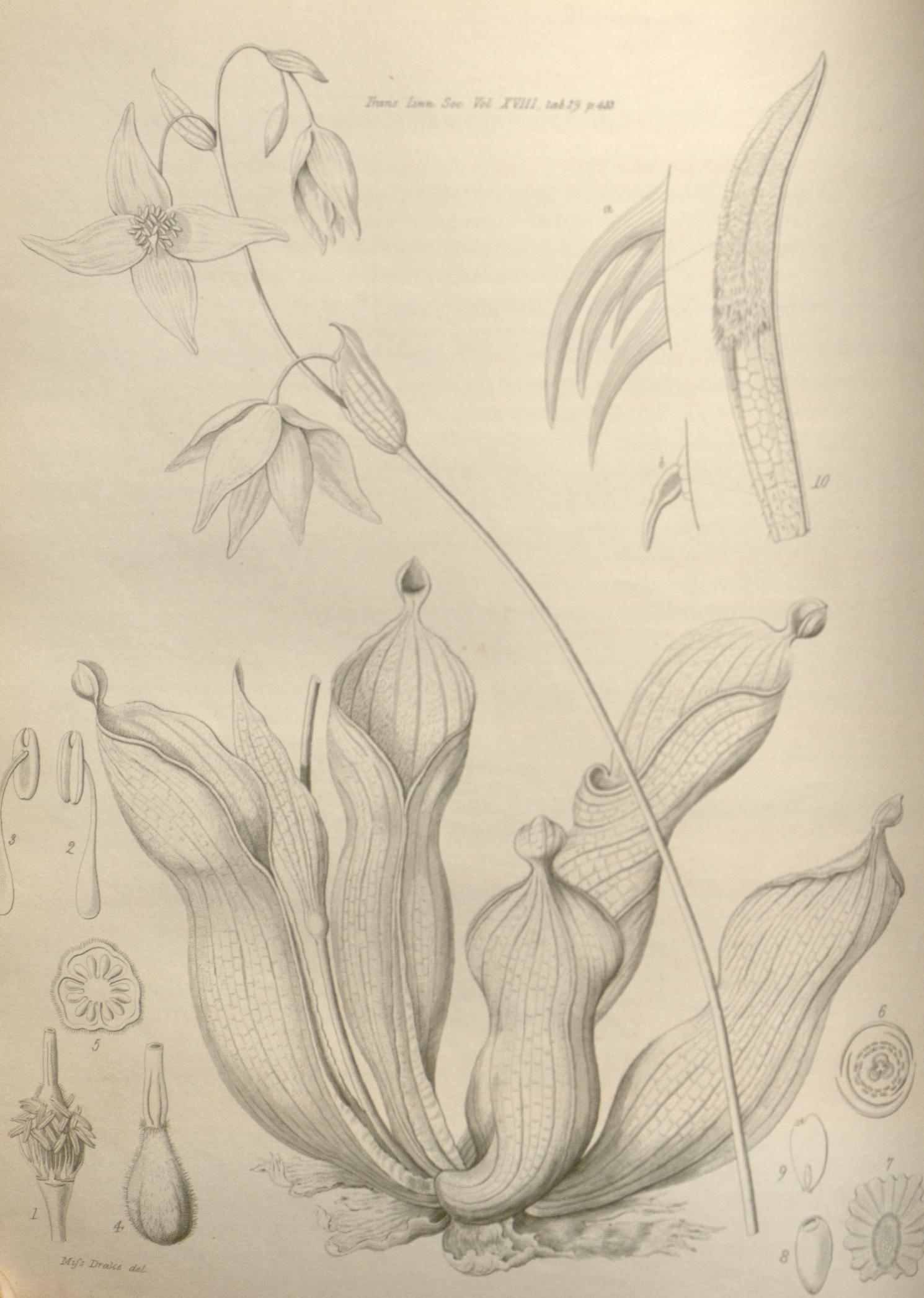
Иллюстрация к описанию Бентама (1840)